# Challenge d'Asie féminin de hockey sur glace 2014
Navigation
Édition précédente Édition suivante
Le Challenge d'Asie féminin de hockey sur glace 2014 est la quatrième édition de cette compétition de hockey sur glace féminin organisée par la Fédération internationale de hockey sur glace. Elle a lieu du 9 au 13 mars 2014 à Harbin en Chine.
Pour la première fois, une division inférieure est organisée. Celle-ci se tient du 26 au 28 décembre 2013 à Hong Kong.

## Division élite
La Division élite a lieu du 9 au 13 mars 2014 à Harbin en Chine. Il s'agit de la troisième édition disputée dans ce pays après 2010 et 2012,. Les rencontres à la patinoire de l'université de Harbin.
Le tournoi oppose quatre équipes : l'Australie, la Chine, la Corée du Nord et la Corée du Sud. Celles-ci sont rassemblées dans un groupe unique pour le premier tour. Chaque équipe s'affronte une fois. Un classement est ensuite établi. La répartition des points durant cette phase est la suivante : une victoire dans le temps réglementaire vaut 3 points, une victoire après une prolongation (mort subite) ou une séance de tirs de fusillade 2 points, une défaite après une prolongation ou une séance de tirs de fusillade 1 point, une défaite dans le temps réglementaire 0 point. Si deux équipes ou plus sont à égalité de points, seules les rencontres opposant les équipes concernées sont prises en compte pour les départager. Les deux premiers se qualifient pour la finale tandis que les deux autres équipes s'affrontent pour le bronze.

### Premier tour
| 9 mars 2014 | Australie | 0-4 (0-0, 0-2, 0-2) | Corée du Nord | Université de Harbin 147 spectateurs |

| 9 mars 2014 | Chine | 5-0 (1-0, 3-0, 1-0) | Corée du Sud | Université de Harbin 316 spectateurs |

| 10 mars 2014 | Corée du Sud | 4-1 (1-0, 0-1, 3-0) | Australie | Université de Harbin 143 spectateurs |

| 10 mars 2014 | Corée du Nord | 1-3 (0-3, 0-0, 1-0) | Chine | Université de Harbin 274 spectateurs |

| 12 mars 2014 | Corée du Nord | 7-1 (2-1, 3-0, 2-0) | Corée du Sud | Université de Harbin 157 spectateurs |

| 12 mars 2014 | Chine | 5-0 (2-0, 2-0, 1-0) | Australie | Université de Harbin 237 spectateurs |

| Clt   | Équipe        | PJ | V | VP | D | DP | BP | BC | Diff | Pts |
| ----- | ------------- | -- | - | -- | - | -- | -- | -- | ---- | --- |
| +001, | Chine         | 3  | 3 | 0  | 0 | 0  | 13 | 1  | +12  | 9   |
| +002, | Corée du Nord | 3  | 2 | 0  | 1 | 0  | 12 | 4  | +8   | 6   |
| +003, | Corée du Sud  | 3  | 1 | 0  | 2 | 0  | 5  | 13 | -8   | 3   |
| +004, | Australie     | 3  | 0 | 0  | 3 | 0  | 1  | 13 | -12  | 0   |

- Qualifiés pour la finale

### Match pour la troisième place
| 13 mars 2014 | Corée du Sud | 2-1 (pr) (0-0, 0-1, 1-0, 1-0) | Australie | Université de Harbin 166 spectateurs |

### Finale
| 13 mars 2014 | Chine | 2-1 (0-0, 0-0, 2-1) | Corée du Nord | Université de Harbin 377 spectateurs |

### Bilan
La Chine remporte la Division élite du Challenge d'Asie féminin, son second après celui de 2010. La Chinoise Fang Xin finit meilleure marqueuse avec 7 réalisations (4 buts et 3 aides).
| Place              | Équipe        |
| ------------------ | ------------- |
| Médaille d'or      | Chine         |
| Médaille d'argent  | Corée du Nord |
| Médaille de bronze | Corée du Sud  |
| 4                  | Australie     |

## DivisionI
Pour la première fois, une division inférieure est organisée. Cette Division I a lieu du 26 au 28 décembre 2013 à Hong Kong. Toutes les rencontres se tiennent au Mega Ice, une patinoire située dans le centre commercial MegaBox.

Logo de la Division.

| 26 décembre 2013 | Hong Kong | 7-1 (4-1, 2-0, 1-0) | Singapour | Mega Ice 376 spectateurs |

| 26 décembre 2013 | Thaïlande | 12-0 (3-0, 2-0, 7-0) | Émirats arabes unis | Mega Ice 223 spectateurs |

| 27 décembre 2013 | Thaïlande | 0-4 (0-0, 0-1, 0-3) | Hong Kong | Mega Ice 167 spectateurs |

| 27 décembre 2013 | Émirats arabes unis | 6-7 (pr) (1-2, 2-0, 3-4, 0-1) | Singapour | Mega Ice 80 spectateurs |

| 28 décembre 2013 | Hong Kong | 9-0 (4-0, 2-0, 3-0) | Émirats arabes unis | Mega Ice 238 spectateurs |

| 28 décembre 2013 | Singapour | 1-6 (0-1, 0-1, 1-4) | Thaïlande | Mega Ice 187 spectateurs |

| Clt   | Équipe              | PJ | V | VP | D | DP | BP | BC | Diff | Pts |
| ----- | ------------------- | -- | - | -- | - | -- | -- | -- | ---- | --- |
| +001, | Hong Kong           | 3  | 3 | 0  | 0 | 0  | 20 | 1  | +19  | 9   |
| +002, | Thaïlande           | 3  | 2 | 0  | 1 | 0  | 18 | 5  | +13  | 6   |
| +003, | Singapour           | 3  | 0 | 1  | 2 | 0  | 9  | 19 | -10  | 2   |
| +004, | Émirats arabes unis | 3  | 0 | 0  | 2 | 1  | 6  | 28 | -22  | 1   |

- Vainqueur de la Division I du Challenge d'Asie féminin 2014